# NGC 7347
NGC 7347 is een spiraalvormig sterrenstelsel in het sterrenbeeld Pegasus. Het hemelobject werd op 9 oktober 1830 ontdekt door de Britse astronoom John Herschel.

## Synoniemen
- UGC 12136
- MCG 2-57-9
- ZWG 429.19
- KUG 2237+107
- IRAS 22374+1045
- PGC 69443